# Dymitr Romanow (1901–1980)
Dymitr Aleksandrowicz Romanow, ros. Дмитрий Александрович Романов (ur. 15 sierpnia 1901 w Gatczynie, zm. 7 lipca 1980 w Londynie) – rosyjski arystokrata, książę krwi imperatorskiej, polityk emigracyjny, działacz monarchistyczny, 1979–1980 prezes Stowarzyszenia Rodziny Romanowów.

## Życiorys
Dymitr Aleksandrowicz urodził się jako książę krwi imperatorskiej, czwarty syn i piąte dziecko Aleksandra Michajłowicza i Ksenii Aleksandrownej Romanowów. Miał starszą siostrę Irenę (1895–1970) oraz pięciu braci, starszych: Andrzeja (1897–1981), Fiodora (1898–1968), Nikitę (1900–1974), młodszych: Rościsława (1902–1978) i Wasyla (1907–1989). W 1906–1914 mieszkał w południowej Francji, gdzie udał się jego ojciec po konflikcie z carem Mikołajem II. W 1917 wraz z rodziną został uwięziony przez władze rewolucyjnej Rosji w Dulberze na Krymie. W następnym roku został uwolniony przez wojska niemieckie, operujące w tym rejonie. 11 kwietnia 1919 opuścił Rosję, osiadając na Malcie, aby ostatecznie trafić do Anglii.
Na emigracji Dymitr Romanow przenosił się okresowo, zamieszkując w Anglii i Francji. Pod koniec l. 20. XX w. zamieszkał w Nowym Jorku, gdzie pracował jako makler giełdowy. W l. 30. powrócił do Europy, aby prowadzić sklep Coco Chanel w Biarritz. W czasie II wojny światowej Dymitr Romanow służył w brytyjskiej marynarce wojennej w stopniu porucznika lejtnanta. Po jej zakończeniu został sekretarzem klubu podróżników w Paryżu. W l. 50. XX w. studiował enologię i pracował jako europejski przedstawiciel handlowy jednego z producentów whisky w Londynie. W 1979 został wybrany prezesem Stowarzyszenia Rodziny Romanowów i pełnił tę funkcję dozgonnie (1980).

## Rodzina
Za pośrednictwem Chanel Dymitr Romanow poznał w Paryżu jej modelkę, Marinę Siergiejewnę Goleniszczewą-Kutuzową (1912–1969). Para pobrała się 25 października 1931. Małżeństwo rozwiodło się w 1947. Z tego związku pochodzi jedyne ich dziecko:
- Nadieżda Dmitriewna (ur. 4 lipca 1933, zm. 17 września 2002), wyszła za Antoniego Allena, powtórnie za Williama Halla Clarka.

20 października 1954 w Londynie ożenił się ponownie z Australijką, Margaret Sheilą MacKellar Chisholm (1898–1969). Małżeństwo pozostało bezdzietne.

## Odznaczenia
- Kawaler Orderu św. Andrzeja (1901)

## Genealogia
| Prapradziadkowie                          | car Rosji Paweł (1754-1801) ∞1776 Maria Fiodorowna (1759–1828)                              | kr. Prus Fryderyk Wilhelm III (1770–1840) ∞ 1793 Ludwika Augusta Meklemburska (1776–1810)   | w. ks. Badenii Karol Fryderyk (1728–1811) ∞ 1787 Ludwika Karolina Geyer von Geyersberg (1768–1820) | kr. Szwecji Gustaw IV Adolf (1778–1837) ∞1797 Fryderyka Dorota Badeńska (1781–1826)         | car Rosji Mikołaj I Pałkin (1796–1855) ∞1817 Aleksandra Fiodorowna (1798–1860)              | w. ks. Hesji Ludwik II (1777–1848) ∞1804 Wilhelmina Ludwika Badeńska (1788–1836)            | Fryderyk Wilhelm Glücksburg (1785–1831) ∞1810 Ludwika Karolina Heska (1789–1867)            | Wilhelm Heski (1787–1867) ∞1810 Ludwika Karolina Oldenburg (1789–1864)                      |
| Pradziadkowie                             | car Rosji Mikołaj I Pałkin (1796–1855) ∞1817 Aleksandra Fiodorowna (1798–1860)              | car Rosji Mikołaj I Pałkin (1796–1855) ∞1817 Aleksandra Fiodorowna (1798–1860)              | w. ks. Badenii Leopold (1790–1852) ∞ 1819 Zofia Wilhelmina von Holstein-Gottorp (1801–1865)        | w. ks. Badenii Leopold (1790–1852) ∞ 1819 Zofia Wilhelmina von Holstein-Gottorp (1801–1865) | car Rosji Aleksander II (1818–1881) ∞1841 Maria Aleksandrowna (1824–1880)                   | car Rosji Aleksander II (1818–1881) ∞1841 Maria Aleksandrowna (1824–1880)                   | kr. Danii Chrystian IX (1818–1906) ∞1842 Ludwika Wilhelmina Heska (1817–1898)               | kr. Danii Chrystian IX (1818–1906) ∞1842 Ludwika Wilhelmina Heska (1817–1898)               |
| Dziadkowie                                | Michał Nikołajewicz Romanow (1832–1909) ∞1857 Olga Fiodorowna (1838–1891)                   | Michał Nikołajewicz Romanow (1832–1909) ∞1857 Olga Fiodorowna (1838–1891)                   | Michał Nikołajewicz Romanow (1832–1909) ∞1857 Olga Fiodorowna (1838–1891)                          | Michał Nikołajewicz Romanow (1832–1909) ∞1857 Olga Fiodorowna (1838–1891)                   | car Rosji Aleksander III (1845–1894) ∞1866 Maria Fiodorowna (1847–1928)                     | car Rosji Aleksander III (1845–1894) ∞1866 Maria Fiodorowna (1847–1928)                     | car Rosji Aleksander III (1845–1894) ∞1866 Maria Fiodorowna (1847–1928)                     | car Rosji Aleksander III (1845–1894) ∞1866 Maria Fiodorowna (1847–1928)                     |
| Rodzice                                   | Aleksander Michajłowicz Romanow (1866–1933) ∞1894 Ksenia Aleksandrowna Romanowa (1875–1960) | Aleksander Michajłowicz Romanow (1866–1933) ∞1894 Ksenia Aleksandrowna Romanowa (1875–1960) | Aleksander Michajłowicz Romanow (1866–1933) ∞1894 Ksenia Aleksandrowna Romanowa (1875–1960)        | Aleksander Michajłowicz Romanow (1866–1933) ∞1894 Ksenia Aleksandrowna Romanowa (1875–1960) | Aleksander Michajłowicz Romanow (1866–1933) ∞1894 Ksenia Aleksandrowna Romanowa (1875–1960) | Aleksander Michajłowicz Romanow (1866–1933) ∞1894 Ksenia Aleksandrowna Romanowa (1875–1960) | Aleksander Michajłowicz Romanow (1866–1933) ∞1894 Ksenia Aleksandrowna Romanowa (1875–1960) | Aleksander Michajłowicz Romanow (1866–1933) ∞1894 Ksenia Aleksandrowna Romanowa (1875–1960) |
| Dymitr Aleksandrowicz Romanow (1901–1980) |                                                                                             |                                                                                             | |                                                                                             |                                                                                             |                                                                                             |                                                                                             |                                                                                             |